# Museo Torres García

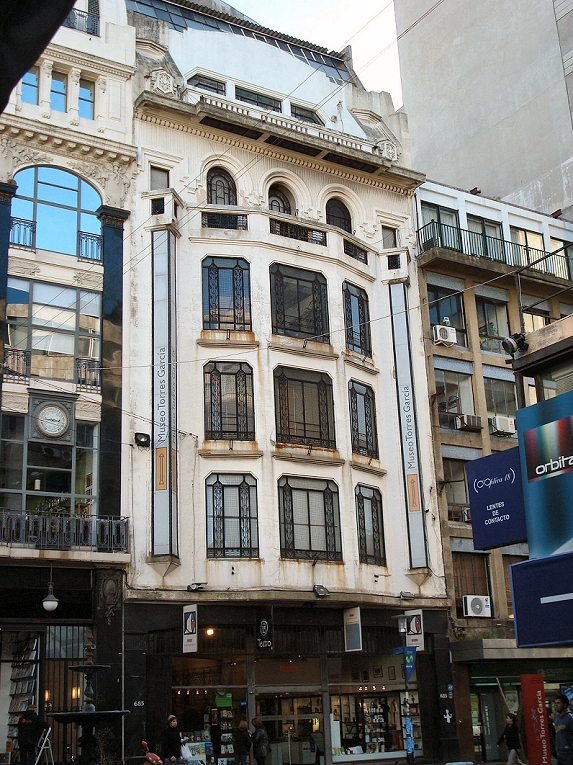
Museo Torres García

Das Museo Torres García ist ein Museum in der uruguayischen Landeshauptstadt Montevideo. Es wird von Alejandro Díaz geleitet und von 85.000 Menschen im Jahr besucht.
Das Museum, das nach dem berühmten uruguayischen Maler Joaquín Torres García benannt ist, befindet sich im Stadtviertel (barrio) Ciudad Vieja, der Altstadt von Montevideo. Dort liegt es an der Calle Sarandí.
Es wurde 1988 durch die Fundación Torres Garcia gegründet. In ihm sind die Werke dieses Künstlers ausgestellt, der überwiegend abstrakte und kubistische Bilder schuf, aber auch Porträts etwa von Beethoven oder Mozart gehören zu seinen Arbeiten.